# Isabelle Deflers
Isabelle Deflers (* 31. Dezember 1972 in Paris) ist eine deutsch-französische Juristin, Historikerin und Professorin für Geschichte der Frühen Neuzeit am Historischen Institut der Fakultät für Staats- und Sozialwissenschaften der Universität der Bundeswehr München.

## Leben
Isabelle Deflers absolvierte ihr Baccalauréat in La Roche-sur-Yon in Frankreich. Im Anschluss daran studierte sie von 1990 bis 1995 Rechtswissenschaft an der Universität Paris XII, das sie mit Diplôme d’études approfondies in Europäischer Rechtsgeschichte abschloss. Währenddessen studierte sie im Rahmen des Erasmus-Programms ein Semester an der Universität Osnabrück, wo sie dann von 1995 bis 1996 den Magister Legum erlangte und anschließend bis 2002 an der Rechtsfakultät bei Wulf Eckard Voß promoviert wurde. Von 2002 bis 2003 war sie als Postdoktorandin Stipendiatin der Robert Bosch Stiftung am Centre Marc Bloch und arbeitete ein Semester am Lehrstuhl von Rainer Schröder an der Humboldt-Universität zu Berlin. 2004 absolvierte sie die Rechtsanwaltsausbildung an der École de Formation du Barreau (EFB) in Paris, die sie 2005 abschloss.
Deflers war von 2005 bis 2010 wissenschaftliche Mitarbeiterin von Thomas Maissen am Historischen Seminar der Universität Heidelberg. Von 2008 bis 2010 erhielt sie ein Stipendium des Olympia Morata-Programmes dieser Universität und habilitierte sich 2013 an der Philosophischen Fakultät mit der Venia Legendi für die Neuere und Neueste Geschichte mit der Schrift Der reflektierte Staat. Preußen im Spiegel französischer Reformdiskurse (1763–1806).
2010/2011 war sie für ein Jahr Junior Fellow an der School of History am Freiburg Institute for Advanced Studies und lehrte von 2011 bis 2020 als Akademische Rätin am Historischen Seminar der Universität Freiburg. Von 2009 bis 2016 war sie Mitglied des wissenschaftlichen Beirats der Deutsch-Französischen Hochschule (DFH-UFA). 
Nach Lehrstuhlvertretungen von Ronald G. Asch in Freiburg und Horst Carl in Gießen wurde sie 2020 an die Professur für Geschichte der Frühen Neuzeit an der Fakultät für Staats- und Sozialwissenschaften der Universität der Bundeswehr München berufen.
Deflers ist Autorin und Herausgeberin von Fachbüchern und verfasste zudem zahlreiche Beiträge für Fachzeitschriften sowie Aufsätze.

## Schwerpunkte in Forschung und Lehre
Deflers' Arbeitsschwerpunkte liegen in der Rechtsgeschichte, der Reformations- und Bildungsgeschichte der Frühen Neuzeit in Deutschland und Frankreich, der Geschichte Frankreichs und Preußens im 18. Jahrhundert, der Kulturgeschichte der Gewalt und in der deutsch-französischen Historiographiegeschichte.

## Auszeichnungen
- 2007: Förderpreis der Eberhard-Freiherr-von-Kuenßberg-Stiftung[1]

## Veröffentlichungen (Auswahl)
- Lex und ordo. Eine rechtshistorische Untersuchung der Rechtsauffassung Melanchthons. Zugleich Dissertation. Duncker & Humblot, Berlin 2005, ISBN 3-428-11245-8.
- als Hrsg.: Denis Diderot und die Macht. Erich Schmidt Verlag, Berlin 2015, ISBN 978-3-503-15561-3.
- als Hrsg. mit Christian Kühner: Ludwig XIV. – Vorbild und Feindbild. Inszenierung und Rezeption der Herrschaft eines barocken Monarchen zwischen Heroisierung, Nachahmung und Dämonisierung. Erich Schmidt Verlag, Berlin 2018, ISBN 3-503-16799-4.
- Von Preußen lernen? Die preußische Monarchie im Spiegel französische Reformdiskurse am Ende des Ancien Régime (Pariser Historische Studien, 122), Heidelberg University Publishing (heiUP), 2020, ISBN 978-3-96822-065-9.